# Рабданов, Буда Рабданович
Буда Рабданович Рабданов (монгол. Равдангийн Буд, 1853, Уронай, ныне Могойтуйский район Забайкальского края — 1923) — бурятский просветитель, русский журналист, этнограф-востоковед, дипломат.

## Биография
Представитель дворянства (тайджи), Буда Рабданов окончил Агинскую приходскую школу, Нерчинское уездное училище и три класса гимназии в Чите. Он был увлечён идеей просвещения своего народа, и остался в истории прежде всего как вдохновитель своих учеников. Он знал несколько языков: английский, бурятский, монгольский, русский, самостоятельно изучил китайский и тибетский.
Буда Рабданов начал свою просветительскую миссию с того, что был учителем в Агинской приходской школе. Среди других учеников он обучал Гомбожаба Цыбикова.
Неоднократно путешествовал по Монголии и Китаю, посетил крупнейшие буддийские центры. Осенью 1892 г. в качестве переводчика без всякого вознаграждения присоединился к экспедиции Г. Н. Потанина в Центральную Азию (1892—1893), чтобы лучше познакомиться со странами Востока.
В 1895—1896 гг. в Чите Буда Рабданов стал редактором монгольского текста издаваемой П. А. Бадмаевым газеты «Жизнь на Восточной окраине» (издававшейся на монгольском и русском языках). Эта газета была первым бурятским периодическим изданием Забайкалья. Она пользовалась популярностью среди представителей бурятского общества.
В 1898 году Буда Рабданов сопровождал Агвана Доржиева, впервые приехавшего в Петербург в качестве посла Тибета. В качестве спутника Доржиева он был представлен Э. Э. Ухтомским Николаю II.
В Петербурге он был также в качестве делегата по земельному вопросу от забайкальских бурят (тогда проходила ревизия Куломзина, и Рабданов приехал с неудавшейся апелляцией признания права собственности бурят на фактически занимаемые ими земли), здесь же по просьбе учёных он составил собрание бурятских пословиц.
Вместе с Агваном Доржиевым он побывал в западных странах. В 1901 году, когда Доржиев проводил буддийскую церемонию в Музее востоковедения Гиме во время открытия Всемирной выставки, Буда Рабданов прочёл лекцию о религии и этнографии монголов, китайцев и бурят.
В 1903-1904 Б. Рабданов жил в Восточном Тибете, изучая вопрос об основании русского консульства в г. Даньцзянлу и развитии там русской торговли. Впоследствии он стал постоянным сотрудником МИД Российской империи и работал в русских консульствах в Урге и Хайларе.
С 1905 в Чите организовал издание газеты «Свободная печать» и вступил в конфликт с официальными буддийскими деятелями. После 1917 призывал к сотрудничеству с советской властью, занимался собиранием бурятской старины и исследованием фольклора.
В 1917 участвовал в работе 2-го съезда сельского населения Забайкальского исполкома. Избирался членом Народного Совета и Забайкальского областного исполкома.
Дневники, оставленные Б. Рабдановым — ценные исторические и этнографические источники, описывающие быт и культуру тибетского и китайского населения Восточного Тибета. Личный архив уничтожен в 1923.